# Ao Hui
Ao Hui (en chino: 敖辉; 20 de abril de 1997) es una deportista china que compite en halterofilia. Ganó una medalla de oro en el Campeonato Mundial de Halterofilia de 2018, en la categoría de 87 kg.

## Palmarés internacional
| Campeonato Mundial | Campeonato Mundial     | Campeonato Mundial | Campeonato Mundial |
| Año                | Lugar                  | Medalla            | Categoría          |
| ------------------ | ---------------------- | ------------------ | ------------------ |
| 2018               | Asjabad (Turkmenistán) | Medalla de oro     | 87 kg              |